# جريج لوموند
جريجوري جيمس ("جريج") ليموند (بالإنجليزية: Greg LeMond)‏ (وُلِدَ في 26 من يونيو 1961م) محترف سابق في سباق الدراجات على الطريق من الولايات المتحدة الأمريكية وفاز ثلاث مرات في سباق طواف فرنسا.
وكان ليموند الأمريكي الأول وأول متسابق غير أوروبي يربح في سباق 1986م. وفي العام التالي لفوزه، أُصيب بعيار ناري إصابة بالغة خلال حادث صيد. وكان قادرًا على العودة مرةً أخرى للسباق في عام 1989 ليحقق فوزًا دراميًا في مرحلته الأخيرة. وفاز للمرة الثالثة في السنة التالية في عام 1990. وهو واحد من ثمانية متسابقين فازوا بالطواف ثلاث مرات أو أكثر.
وُلِدَ ليموند في ليكووود بـ كاليفورنيا وكبر وترعرع في رينو، نيفادا.

## وصلات خارجية
- جريج لوموند على موقع أرشيف الدراجات (الإنجليزية)
- جريج لوموند على موقع إحصائيات الدراجات الإحترافية (الإنجليزية)
- جريج لوموند على موقع CycleBase (الإنجليزية)

- Official website of Greg LeMond نسخة محفوظة 24 مارس 2005 على موقع واي باك مشين.
- LeMond Fitness
- Greg Lemond/Gitane نسخة محفوظة 9 مايو 2012 على موقع واي باك مشين.
- Greg Lemond talks about Performance Enhancing Drugs in Cycling نسخة محفوظة 20 ديسمبر 2013 على موقع واي باك مشين.